# Udet U 2
Udet U-2 var ett tyskt sportflygplan.
U-2 var ett tvåsitsigt monoflygplan med fast hjullandställ. Flygplanets kropp tillverkades i ett fyrkantigt tvärsnitt av trä som kläddes med duk och fanér. Motorn drev en tvåbladig träpropeller. Flygplanet var en tidig variant av STOL-flygplan, den krävde en 45 meter lång startsträcka, medan landningsträckan endast var 35 meter. Totalt infördes nio flygplan av typen i det tyska luftfartygsregistret. En vidareutveckling av flygplanet genomfördes med en Siemens Sh 4 motor, flygplanet som benämndes Udet U-3 kom dock bara till projekstadiet. 